# Philippe Roguet
Philippe Roguet es un fotógrafo especializado en arquitectura, construcción y viajes francés afincado en Lyon. Conocido por el valor documental de su obra de carácter urbanístico. El último proyecto en el que está involucrado es Rout Lëns que pretende revivir las zonas siderúrgicas abandonadas de Esch-sur-Alzette. 

## Obra
Cursó Educación Superior en Diseño y Grafismo en Lyon. Cuando finalizó sus estudios, a finales de los años 90, creó su taller. Sus primeros trabajos se centraron en el grafismo suizo o estilo internacional. Caracterizado por su simplicidad y eficacia visual.
Las primeras obras como fotógrafo las realizó entre 2010 y 2014 durante un viaje a Mongolia. Son retratos de personas de los diferentes lugares que visitó e incluye fotografías de paisajes de Asia central. Las series se llaman Shaman – Mongolian Siberian Border, protagonizado por una mujer Tsaatan;  Dorjpalam portrait, son retratos de un guía que tuvo durante unos días y Nomadic equestrian games son fotografías de los “Juegos Nómadas” celebrados en Kirguistán.
Con estas fotografías realizó su primera exposición, llamada “Nomads”. Está compuesta como diarios de viaje de su época en Asia central (Mongolia y Kirguistán).
El resto de su obra se centra en el paisaje urbano, fotografía de arquitectura. Plasma espacios vacíos, edificios sobrios y representa su atmósfera. Forman parte de su catálogo las obras Queensboro Bridge, Brooklyn Bridge, Street photography #1 y #2, Rockaway beach, Confluence Museum, Rotonde Badan, School by Fabienne Gérin-Jean, Archives of Isère, Eklaa, Memory of a building, Snowy day #1, #2 y #3.
En 2019, comenzó un proyecto en el que retrata los árboles africanos Baobabs. La serie se llama Trees of life y fue tomada durante un viaje que realizó a Namibia. Durante este también tomó fotografías como Dead Vlei, Namibia Road 13, Namibia Highway 46, Walvis Bay, The Raft e Himbas.
Himbas retrata unas mujeres de la etnia Himba en un supermercado. Por esta imagen obtuvo el segundo premio dentro de la sección de profesionales en la categoría “People” de la sexta edición del concurso fotográfico Fine Art Photography Awards (FAPA).
La última exposición realizada por el fotógrafo fue “Equilibres”. En ella se incluían imágenes pertenecientes a Snowy day, Trees of life e Himbas. Se celebró en Ginebra desde el 7 de octubre de 2019 hasta el 16 de enero dem2020. Estuvo organizada por la Fundación WRP.
En 2020 realizó una serie de fotografías denominadas Maison de la nature, como encargo para la agencia de arquitectos de Lyon, Putz Architectes. 
Durante 2019 y 2020 ha formado parte como fotógrafo del proyecto de sostenibilidad Rout Lëns, dirigido por el Grupo IKO. En él se encarga de plasmar el cambio urbanístico de los entornos industriales de Esch-sur-Alzette, hacia espacios de cultura y ocio. Conforman este proyecto las series fotográficas Halle soufflantes; Halle rouge; Halle blanche; Magasins entrée de site; Silos; Computers. Halle des turbines; Portique; Déconstruction b&n e Impressions in b&n.

## Tecnología
Realiza las fotografías con la cámara modelo Alpa 12 SWA con objetivo Rodenstock/ALPA HR Digaron 5,6/70 mm. Esta cámara es una edición especial de lujo de veinte unidades lanzada al mercado por el 70 aniversario de la marca suiza. Ofrece un amplio aspecto fotográfico, que equivale a un gran angular. Es adecuada para fotografías de arquitectura, interiores y paisajes.